# Rany Money
Rany Gabriel Miranda (Rio de Janeiro, 4 de janeiro de 1987), mais conhecido pelo nome artístico Rany Money, é um rapper e empresário brasileiro, que se destaca como cantor do grupo ConeCrewDiretoria. Em 2020, lança ao mercado sua carreira solo, gerenciada pela sua própria empresa, chamada RapRJ.

## Características musicais
Rany Money coleciona hits e versos estourados pelo Brasil. Vocais marcantes como em Rainha da Pista, Chama os Mlks e rimas rápidas como na faixa Fênix o tornaram uma das principais referências na construção da nova cena do Rap Nacional. Além da sua carreira consolidada com a ConeCrewDiretoria, o artista fez parcerias com grandes nomes da cena, tais como: Anitta, Capital Inicial, Gabriel O Pensador, Marcelo D2, Matuê, e outros.

## Carreira

### 2006-2010: Início
Ataque Lírico é o primeiro trabalho do grupo ConeCrewDiretoria, lançado independente em 2007 no formato de mixtape. Com 17 faixas, o trabalho já se destacava com as faixas "Doce Doce", "Religião do F*" e "Skunk Funky".

### 2011-2013:Com os Neurônios Evoluindoe reconhecimento nacional
Em 2011, foi lançado o primeiro álbum oficial do seu grupo ConeCrewDiretoria, chamado Com os Neurônios Evoluindo. Dentre vários sucessos, "Chama os Mlks" se tornou um verdadeiro hit.

### 2014-2016:Bonde da Madrugada Pt.1
Em 2014, o álbum Bonde da Madrugada Pt.1, deu origem a sucessos como "Chefe de Quadrilha" , "To de Volta no Twist", "Pra Minha Mãe", "Cleopatra", "Meus Amigos Fazem Rima", entre outros. No mesmo ano, a ConeCrewDiretoria se apresentou nos principais festivais brasileiros como Lollapalooza, Planeta Atlântida, e Virada Cultural. No final do ano, a banda fiz sua primeira turnê internacional em Portugal.

### 2017-presente:Bonde da Madrugada Pt.2e carreira solo
O álbum Bonde da Madrugada Pt. 2 destaca-se pela participação de novos nomes da cena, como Pk, Orochi e Luccas Carlos. Além deles, o grupo se une a Mr. Catra na faixa "Só Pra Começar". Em "Relíquida 2" e "O Mundo Deu Voltas" continua-se a visão transmitida nos álbuns anteriores. Em 2020, Rany Money lança seu primeiro single solo, chamado "Vinho e Sexo" pela RapRJ, empresa fundada pelo próprio artista para gerenciar ativos artísticos no mercado.

## Produções

### Início de Carreira (2006-2010)
| Ano  | Artitsta          | Participação                    | Música               | Álbum         |
| ---- | ----------------- | ------------------------------- | -------------------- | ------------- |
| 2007 | ConeCrewDiretoria |                                 | Half Pipe NL (Intro) | Ataque Lírico |
| 2007 | ConeCrewDiretoria | Religião do F*                  |                      | Ataque Lírico |
| 2007 | ConeCrewDiretoria | Skunk Funky                     |                      | Ataque Lírico |
| 2007 | ConeCrewDiretoria | Doce Doce                       |                      | Ataque Lírico |
| 2007 | ConeCrewDiretoria | Passa o Bong                    |                      | Ataque Lírico |
| 2007 | ConeCrewDiretoria | Detido Por Ser Livre            |                      | Ataque Lírico |
| 2007 | ConeCrewDiretoria | Pensamentos ao Além             |                      | Ataque Lírico |
| 2007 | ConeCrewDiretoria | RanyMoneySemMoney (Rany$$100$$) |                      | Ataque Lírico |
| 2007 | ConeCrewDiretoria | Revolutionaries Rasta           |                      | Ataque Lírico |
| 2007 | ConeCrewDiretoria | Não Sei                         |                      | Ataque Lírico |
| 2007 | ConeCrewDiretoria | Flashback                       |                      | Ataque Lírico |
| 2007 | ConeCrewDiretoria | Ataque Lírico                   |                      | Ataque Lírico |
| 2007 | ConeCrewDiretoria | Escravizado                     |                      | Ataque Lírico |
| 2007 | ConeCrewDiretoria | Rastafari Alerta                |                      | Ataque Lírico |
| 2007 | ConeCrewDiretoria | Estilo Jamaica                  |                      | Ataque Lírico |
| 2007 | ConeCrewDiretoria | Fátima B-Zorão                  | ConiCriuDinoteria    | Ataque Lírico |
| 2007 | ConeCrewDiretoria | Esse é o Movimento              |                      | Ataque Lírico |

### Carreira profissional (2011-presente)
| Ano  | Artista            | Participação                     | Música                        | Álbum                      |
| ---- | ------------------ | -------------------------------- | ----------------------------- | -------------------------- |
| 2011 | ConeCrewDiretoria  |                                  | Cone Island (Intro)           | Com os Neurônios Evoluindo |
| 2011 | ConeCrewDiretoria  | Chama os Mulekes                 |                               | Com os Neurônios Evoluindo |
| 2011 | ConeCrewDiretoria  | O Mundo dá Voltas                |                               | Com os Neurônios Evoluindo |
| 2011 | ConeCrewDiretoria  | Lá Pa Lapa                       |                               | Com os Neurônios Evoluindo |
| 2011 | ConeCrewDiretoria  | Marcelo D2                       | Falo Nada                     | Com os Neurônios Evoluindo |
| 2011 | ConeCrewDiretoria  | Fênix                            |                               | Com os Neurônios Evoluindo |
| 2011 | ConeCrewDiretoria  | Me Sinto Bem                     |                               | Com os Neurônios Evoluindo |
| 2011 | ConeCrewDiretoria  | Shawlin                          | Homenagem a Liberdade         | Com os Neurônios Evoluindo |
| 2011 | ConeCrewDiretoria  | Rainha da Pista                  |                               | Com os Neurônios Evoluindo |
| 2011 | ConeCrewDiretoria  | Ninguém Paga Minha$ Conta$       |                               | Com os Neurônios Evoluindo |
| 2011 | ConeCrewDiretoria  | EuVoluindo                       |                               | Com os Neurônios Evoluindo |
| 2011 | ConeCrewDiretoria  | Don L.                           | Special                       | Com os Neurônios Evoluindo |
| 2011 | ConeCrewDiretoria  | Relíquia                         |                               | Com os Neurônios Evoluindo |
| 2011 | ConeCrewDiretoria  | Escute Mudo                      |                               | Com os Neurônios Evoluindo |
| 2011 | ConeCrewDiretoria  | 15 Segundos                      |                               | Com os Neurônios Evoluindo |
| 2011 | ConeCrewDiretoria  | Calma na Alma                    |                               | Com os Neurônios Evoluindo |
| 2011 | ConeCrewDiretoria  | Sem a Planta                     |                               | Com os Neurônios Evoluindo |
| 2012 | Gabriel o Pensador | ConeCrewDiretoria                | No Ritmo, no Tempo            | Sem Crise                  |
| 2013 | Gil Metralha       | ConeCrewDiretoria, Shawlin       | O Bonde                       | Mafia Latina               |
| 2013 | ConeCrewDiretoria  |                                  | Pra Minha Mãe                 | Single                     |
| 2013 | ConeCrewDiretoria  | Marcelo Yuka                     | Pronto pra Tomar o Poder      | Single                     |
| 2014 | ConeCrewDiretoria  |                                  | Meus Amigos Fazem Rima        | Bonde da Madrugada Pt.1    |
| 2014 | ConeCrewDiretoria  | To De Volta no Twist             |                               | Bonde da Madrugada Pt.1    |
| 2014 | ConeCrewDiretoria  | Reflexo                          |                               | Bonde da Madrugada Pt.1    |
| 2014 | ConeCrewDiretoria  | Chefe de Quadrilha               |                               | Bonde da Madrugada Pt.1    |
| 2014 | ConeCrewDiretoria  | No Meio de uma Sessão            |                               | Bonde da Madrugada Pt.1    |
| 2014 | ConeCrewDiretoria  | Cleopatra                        |                               | Bonde da Madrugada Pt.1    |
| 2014 | ConeCrewDiretoria  | Quazy (Rap da Modinha)           |                               | Bonde da Madrugada Pt.1    |
| 2014 | ConeCrewDiretoria  | Marcelo Yuka                     | Pronto pra Tomar o Poder      | Bonde da Madrugada Pt.1    |
| 2014 | ConeCrewDiretoria  | Dois Mil e Sete                  |                               | Bonde da Madrugada Pt.1    |
| 2014 | ConeCrewDiretoria  | A Boa                            |                               | Bonde da Madrugada Pt.1    |
| 2014 | ConeCrewDiretoria  | Pra Minha Mãe                    |                               | Bonde da Madrugada Pt.1    |
| 2014 | Capital Inicial    | ConeCrewDiretoria                | Viva a Revolução              | Viva a Revolução           |
| 2015 | ConeCrewDiretoria  |                                  | Rap Cerva Erva & Muita Larica | Single                     |
| 2015 | Anitta             | ConeCrewDiretoria                | Sim                           | Bang                       |
| 2015 | ConeCrewDiretoria  |                                  | Energia                       | Single                     |
| 2016 | ConeCrewDiretoria  |                                  | All In Gang                   | Single                     |
| 2016 | MC Guimê           | ConeCrewDiretoria                | Gata Eu Vim do Gueto          | Sou Filho da Lua           |
| 2017 | ConeCrewDiretoria  | Mr. Catra                        | Só Pra Começar                | Bonde da Madrugada Pt. 2   |
| 2017 | ConeCrewDiretoria  | Rap, Cerva, Erva e Muita Larica  |                               | Bonde da Madrugada Pt. 2   |
| 2017 | ConeCrewDiretoria  | O Mundo Deu Voltas               |                               | Bonde da Madrugada Pt. 2   |
| 2017 | ConeCrewDiretoria  | Cadê o CD? (Skit)                |                               | Bonde da Madrugada Pt. 2   |
| 2017 | ConeCrewDiretoria  | Tan Tan                          |                               | Bonde da Madrugada Pt. 2   |
| 2017 | ConeCrewDiretoria  | All In Gang                      |                               | Bonde da Madrugada Pt. 2   |
| 2017 | ConeCrewDiretoria  | Pk                               | Visão do Mar                  | Bonde da Madrugada Pt. 2   |
| 2017 | ConeCrewDiretoria  | Orochi                           | Vai Dar Caô (BDM2)            | Bonde da Madrugada Pt. 2   |
| 2017 | ConeCrewDiretoria  | Elas Tão Maluca                  |                               | Bonde da Madrugada Pt. 2   |
| 2017 | ConeCrewDiretoria  | Papo de Futuro                   |                               | Bonde da Madrugada Pt. 2   |
| 2017 | ConeCrewDiretoria  | Relíquia 2                       |                               | Bonde da Madrugada Pt. 2   |
| 2017 | ConeCrewDiretoria  | Luccas Carlos                    | 4h da Manhã no Recreio        | Bonde da Madrugada Pt. 2   |
| 2017 | ConeCrewDiretoria  | Saída de Emergência (Skit)       |                               | Bonde da Madrugada Pt. 2   |
| 2017 | ConeCrewDiretoria  | Cuidado na Hora do Show          |                               | Bonde da Madrugada Pt. 2   |
| 2017 | ConeCrewDiretoria  | Última Noite                     |                               | Bonde da Madrugada Pt. 2   |
| 2017 | ConeCrewDiretoria  | Tipo Cigarro                     |                               | Bonde da Madrugada Pt. 2   |
| 2017 | ConeCrewDiretoria  | Prenderam o Cert (Energia Intro) |                               | Bonde da Madrugada Pt. 2   |
| 2017 | ConeCrewDiretoria  | Energia                          |                               | Bonde da Madrugada Pt. 2   |
| 2020 | Rany Money         |                                  | Vinho e Sexo                  | Single                     |